# Guglielmo III. Tocco
Guglielmo III. Tocco (genannt Gurello; deutsch: Wilhelm II. Tocco; † 1408 in Manfredonia) aus der neapolitanischen Adelsfamilie Tocco war neapolitanischer Patrizier, 2. Graf von Martina Franca, 2. Herr von Pomigliano d’Arco, 3. Herr von Santa Maria della Vetrana (heute Avetrana), Besitzer einiger Casali im Fürstentum Achaia und einiger Güter in Castel Morrone; ab 1352 Ritter des „Orden und der Kompanie des Knotens“; ab 1383 Herr von Montemiletto.

## Leben
Guglielmo III. wurde als Sohn von Pietro II. Tocco († nach 25. August 1377), dem 1. Grafen von Martina Franca in Apulien und dem 1. Herrn von Pomigliano d’Arco in Kampanien und wahrscheinlich dessen zweiter Frau Isabella de Sabran, Tochter von Guglielmo (Graf von Celano, Gouverneur in den Abruzzen und Molise und Francesca der Grafen von Celano) geboren. Die nicht zeitgenössische Ordnungszahl III. dient zur Unterscheidung von seinem Großvater Guglielmo II. Tocco (* um 1280; † 22. September/November 1335). Als treue Unterstützer der angevinischen Monarchen erlangte die Familie Einfluss im Königreich Neapel.

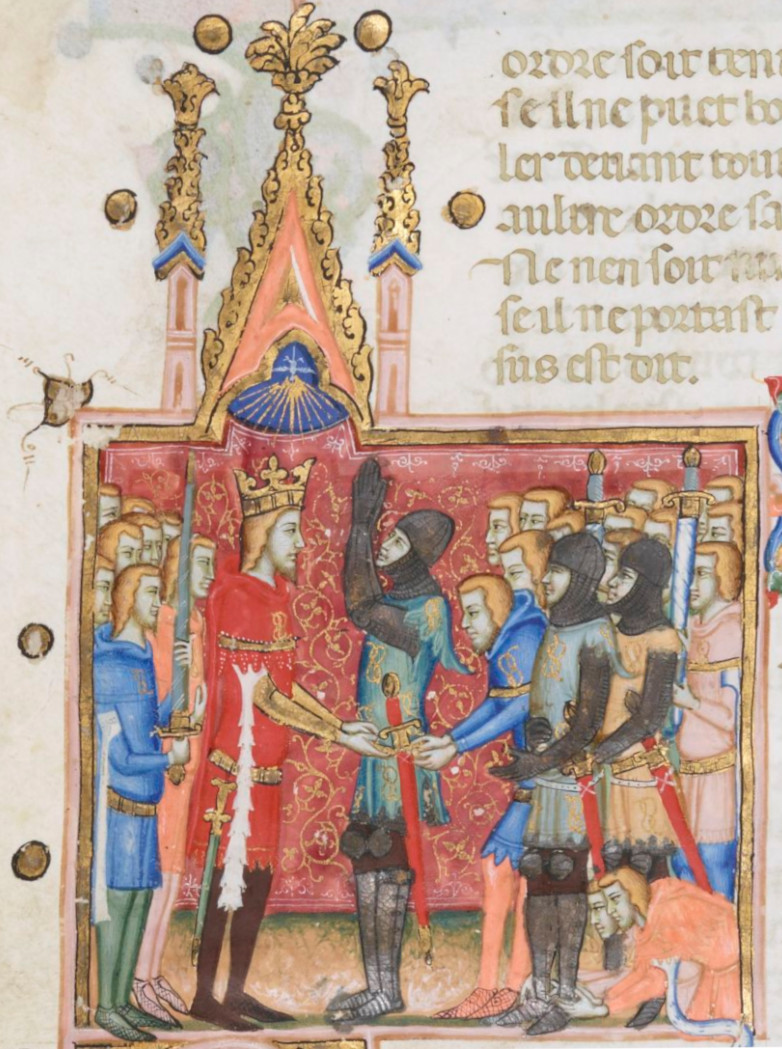
Investitur eines Ritters (Ausschnitt). Das goldene Knotenemblem des Ordens wurde von den Mitgliedern sichtbar an der Brust oder am Arm getragen.

Zwischen dem 25. und 27. Mai 1452 wurde Ludwig von Tarent als Mann von Königin Johanna I. von Neapel von Papst Clemens VI. zum König und Mitregenten von Neapel gekrönt. An Pfingsten desselben Jahres (28. Mai) ordnete Ludwig ein Fest in Erinnerung an seine Krönung an. Noch am selben Tag gründete er den „Orden und die Kompanie des Knotens“. Unter den Gründern des Ordens befand sich auch „Gurello del Tocco“.
Guglielmo erhielt am 25. August 1377 durch Schenkung seines Vaters, Pietro III., Martina Franca und Avetrana in der Provinz Tarent, Pomigliano d’Arco in der Metropolitanstadt Neapel mit einigen Casali im Fürstentum Achaia, einiger Güter in Castel Morrone in der Provinz Caserta und 2000 Goldunzen pro vita militia.
Um 1383 kaufte Guglielmo von König Karl III. das Lehen von Montemiletto mit Cerreto (heute Contrada von Montemiletto) und Serra Montorio.
Am 17. Februar 1389 erhielt Guglielmo in Gaeta das Adduamentum für seine Lehen Pomigliano d'Arco und Avetrana und für den von ihm geleisteten Militärdienst.
Im Januar 1403 begab sich Guglielmo im Auftrag des Königs von Neapel, Ladislaus I. nach Zypern, um dort um die Hand von Maria, der Tochter von König Jakob I., zu bitten.
Mit königlicher Zustimmung kaufte Guglielmo am 30. Januar 1404 für 7.500 Goldgulden das Schloss von Tocco (Caudio), Vitulano, Pietra di Tocco und die Casali von Cacciano, Foglianise und Sala in der Nähe von Tocco Caudio. Da er verdächtigt wurde geheime Vereinbarungen mit Raimondo Orsini del Balzo, dem 14. Fürsten von Tarent getroffen zu haben, wurde er inhaftiert und gezwungen, seine Lehen mit dem Versprechen freigelassen zu werden, zu verkaufen. Unmittelbar nach der Befreiung ging er mit seinem Cousin Carlo I. ins Exil, starb aber plötzlich auf der Reise in Manfredonia.

## Nachkommen
Guglielmo III. Tocco heiratete anscheinend dreimal:
1. 1381 Caterina Cantelmo († nach 24. Februar 1382/vor 1387), Tochter von Giacomo, Herr von Popoli und Alvito;[7]
2. 1387 (Ehevertrag 8. August 1387) Costanza (genannt Costanzella) Filangieri, Tochter von Giacomo (1. Graf von Avellino) und Giovanna Minutolo  der neapolitanischen Patrizier des Seggio di Capuana[10] und Nido[11][7]
3. Tocca Faraonia (oder Faraone; † nach 1408/vor 1434).[7]

Guglielmo III. hatte vier Kinder:
- Pietro III. († zwischen 12. Januar und 29. Oktober 1420), neapolitanischer Patrizier ⚭ Lisula Minutolo (Troila, Zezola; † vor 29. Januar 1450), Tochter von Lisulo, Herr von San Valentino. Am 12. Januar 1420 erhielt Pietro von Königin Johanna II. das Lehen von Martina Franca zurück.[12]
- Algiasi I. (Agesilao; † 1461), neapolitanischer Patrizier, 2. Herr von Montemiletto und 1. Herr von Montefusco; stand im Dienst der Anjou und der Aragonier; ⚭ 1425 Rita Barrile († nach 26. Dezember 1470), Tochter von Giovanni, neapolitanischer Patrizier des Seggio di Capuana[13]
- Leonardo († nach 3. September 1445), neapolitanischer Patrizier; ⚭ eine Tochter von Muriki Spata (albanisch: Muriq Shpata), Despot von Arta und Nerata, eine aus Serbien stammende Frau; das Paar hatte keine Kinder[3]
- Covella († zwischen 7. Mai 1466 und 28. April 1469 in Montefredane) ⚭ Giacomo del Balzo († 22. April/2. Oktober 1444), Herr von Specchia[14]
  - Lucrezia[15]
  - Raimondo[15]
  - Caterina[15]
  - Giovannella[15]
  - Margherita[15]

Die Brüder Pietro III., Algiasi I. und Leonardo wurden von 1404 bis 1408 im Schloss von Capuana gefangen gehalten. Danach emigrierten die Brüder nach Griechenland.